# مادرگان
مادرگان (مادرکان)، روستایی از توابع بخش اژیه شهرستان هرند در استان اصفهان ایران است.این روستا در حاشیه جاده اصفهان ورزنه واقع شده است.

## جمعیت
این روستا در دهستان کلیشاد قرار دارد و براساس سرشماری مرکز آمار ایران در سال ۱۳۸۵، جمعیت آن ۲۱۸ نفر (۵۳خانوار) بوده‌است.